# بيكسانترون
البيكسانترون (اسم دولي غير مسجل الملكية؛ الاسم التجاري بيكسَفري) هو دواء تجريبي مضاد للأورام (مضاد للسرطان)، وهو مشابه للميتوكسانترون مع تأثيرات أقل سمية على أنسجة القلب. يمارس البيكسانترون تأثيرًا مشابهًا لسُم التوبوإيزوميراز الثاني ويُعد عامل إقحام. يشير الاسم الرمزي بي بي آر 2778 إلى البيكسانترون ديماليات، المادة الفعلية شائعة الاستخدام في التجارب السريرية.

## التاريخ
تُعد الأنثراسيكلينات من عوامل العلاج الكيميائي المهمة. ولكن يرتبط استخدامها بحدوث تلفٍ تراكمي وغير عكوس في القلب. حاول الباحثون تحضير أدوية ذات صلة تحافظ على النشاط البيولوجي دون أن تسبب السمية القلبية التي يسببها الأنثراسيكلين. طُور البيكسانترون بهدف تقليل الضرر القلبي المرتبط بالعلاج مع الاحتفاظ بالفعالية.
أدى فحص عشوائي في المعهد الوطني الأمريكي للسرطان أُجري على عدد كبير من المركبات التي قدمتها شركة آلايد للمواد الكيميائية إلى اكتشاف الفعالية الكبيرة المضادة للأورام التي تمتلكها مادة الأميتانترون. أفضى إجراء المزيد من الاستقصاءات بخصوص التطوير الرشيد لمشابهات الأميتانترون إلى اصطناع الميتوكسانترون، الذي أظهر أيضًا فعالية ملحوظة مضادة للورم. اعتُبر الميتوكسانترون مشابهًا للدوكسوروبيسين، ببنية أقل تعقيدًا ولكن بنفس طريقة العمل. ثبت في الدراسات السريرية أن الميتوكسانترون فعال ضد أنواع عديدة من الأورام وأن آثاره الجانبية أقل سمية من تلك الناتجة عن العلاج بالدوكسوروبيسين. ومع ذلك، لم يكن الميتوكسانترون خاليًا تمامًا من السمية القلبية. اصطُنعت العديد من المشابهات المعدلة بنيويًا للميتوكسانترون وأُجريت دراسات حول علاقة البنية بالفعالية. صُنع بي بي آر 2778 في الأصل على يد الباحثَين في جامعة فيرمونت مايلز بّي. هاكر وبول إيه. كرابشو، ومُيزت بدايةً سميته الخلوية لخلايا الورم وآلية عمله في المختبر من خلال دراسات أُجريت في مركز أبحاث بوهرينغر مانهايم إيطاليا، مونزا، وجامعة فيرمونت، برلينغتون. أُنجزت دراسات أخرى في مركز إم دي أندرسون لأمراض السرطان التابع لجامعة تكساس، هيوستن، والمعهد الوطني للسرطان، ميلانو، وجامعة بادوفا. في البحث عن مشابهات مغايرة جديدة للأنثراسيديونات، اختير بي بي آر 2778 بصفته أكثر مركب واعد. أشارت دراسات علم السموم إلى أن بي بي آر 2778 ليس سامًا للقلب، وأن جامعة فيرمونت تحتفظ ببراءات الاختراع الأمريكية. استكمل مركز بوهرينغر مانهايم، إيطاليا طلبًا إضافيًا لبراءة اختراع أمريكية في شهر يونيو من عام 1995.
تأسست شركة نوفوسفارما الإيطالية في عام 1998 بعد اندماج بوهرينغر مانهايم وهوفمان-لا روش، وطُوِّر بي بي آر 2778 بصفته دواء شركة نوفوسفارما الرائد المضاد للسرطان تحت اسم بيكسانترون. قُدم طلب لبراءة اختراع لتحضيره على شكل حقن في شهر مايو من عام 2003.
في عام 2003، استحوذت شركة سيل ثيرابيوتيك، وهي إحدى شركات التقانة الحيوية في سياتل، على البيكسانترون من خلال الاندماج مع شركة نوفوسفارما.

## الإعطاء
يمكن إعطاؤه عن طريق الأوردة المحيطية بدلًا من القثطرة التي تُغرس مركزيًا المطلوبة عند إعطاء أدوية مماثلة أخرى.

## موافقة الجهات التنظيمية

### إدارة الغذاء والدواء الأمريكية
منحت إدارة الغذاء والدواء تحديد إجراءات مستعجلة بخصوص البيكسانترون عند المرضى الذين عولجوا مرتين أو أكثر من اللمفوما اللاهودجكينية العدوانية الناكسة أو المعنّدة. أعلنت شركة سيل ثيرابيوتيكس راعي الدراسة أن البيكسانترون حقق نقطة النهاية الأولية للفعالية. تُظهر محاضر اجتماع اللجنة الاستشارية لأدوية الأورام الذي عُقد في 22 مارس عام 2010 أن هذا الأمر لم يتحقق على أرض الواقع بالدلالة الإحصائية وأنه يقترن بمخاوف كبيرة تتعلق بالسلامة ما يقودنا إلى استنتاج مفاده أن التجارب لم تكن كافية لدعم الموافقة. في شهر أبريل من عام 2010، طلبت إدارة الغذاء والدواء الأمريكية إجراء المزيد من التجارب.